# Мислав Оршић
Мислав Оршић (Загреб, 29. децембар 1992) је хрватски фудбалер који тренутно наступа за Трабзонспор. Игра на позицији левог крила.

## Успеси
Улсан
- Куп Јужне Кореје  (1) : 2017.[6]

 Динамо Загреб
- Прва лига Хрватске (4) : 2018/19,[7] 2019/20,[8] 2020/21,[9] 2021/22,[10]
- Куп Хрватске (1) : 2020/21,[11] (финале: 2018/19)[12]
- Суперкуп Хрватске  (2) : 2019,[13] 2022,[14]

 Трабзонспор
- Куп Турскр: (финале: 2023/24)[15]

 Хрватска
- Светско првенство у фудбалу:  2022.[16]

Појединачни
- Идеални тим Прве лиге Хрватске: 2021,[17] 2022.[18]
- Идеални тим Лиге Европе: 2020/21.[19]